# Couvent Sainte-Agathe de Liège
Le couvent Sainte-Agathe est un complexe de bâtiments (chapelle et cloître) situé dans la rue Saint-Laurent, sur le Publémont à Liège. L'ancien couvent est transformé au début du XXIe siècle en bureaux et appartements.

## Historique

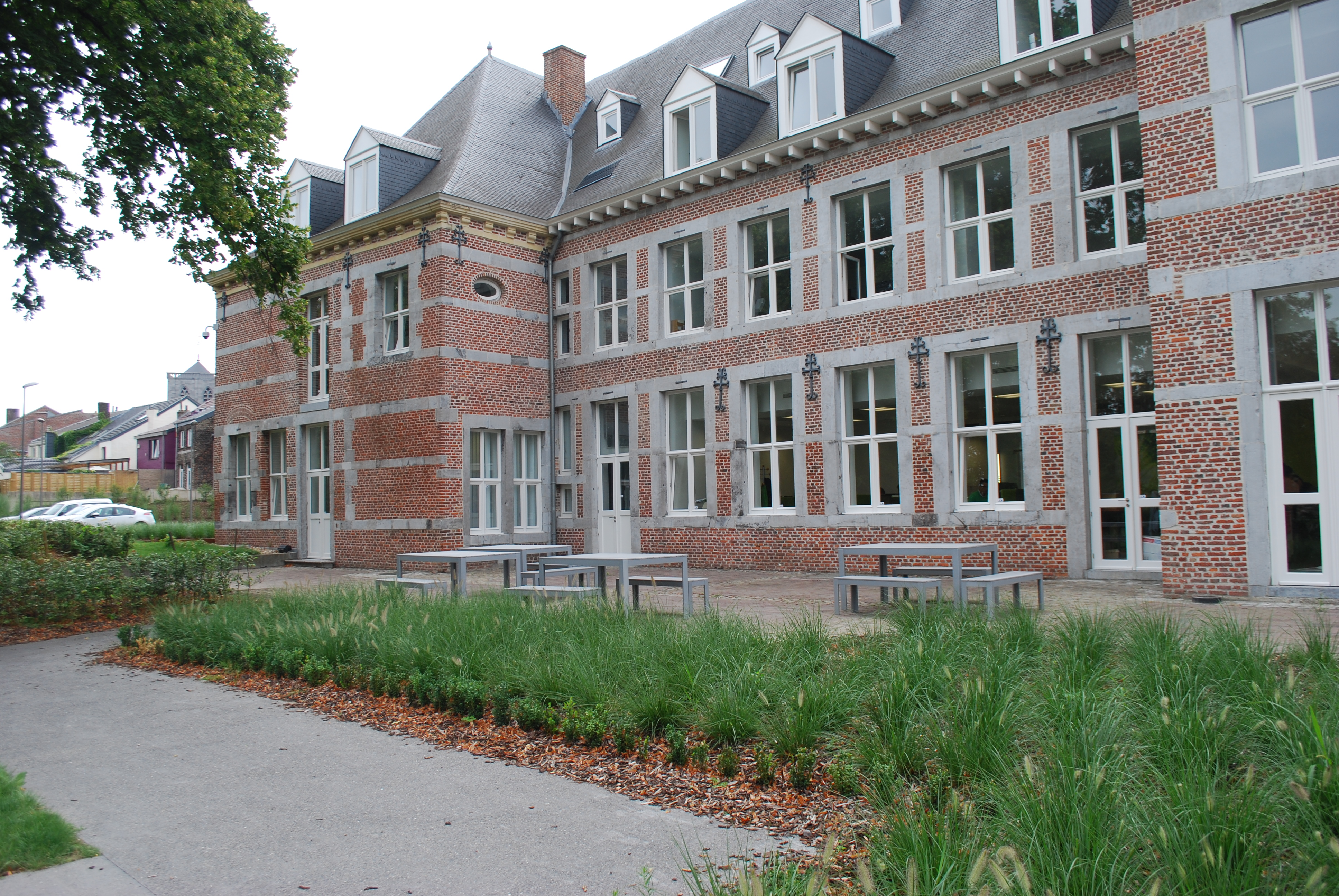
Partie arrière.

En 1358, les bâtiments de Sainte-Agathe étaient affectés aux malades et aux blessés, l'abbé de Saint-Laurent les fit réparer en 1435. En 1482, un bourgeois de Liège nommé de Ponthiers légua tous ses biens pour y fonder un hôpital.
C'est en 1634, lorsque débute la construction du couvent, que les sépulcrines vont s'établir à Sainte-Agathe, à proximité de l'hôpital Sainte-Agathe, quittant le couvent des Bons-Enfants. L'achèvement de la chapelle en 1663 réalisée aux frais M. de Beeckman et de ses sœurs marque la fin des travaux du couvent. L'église fut consacrée la même année par Jean-Antoine Blavier, provincial des Frères mineurs, évêque de Dionysie, et suffragant de Liège, sous le prince-évêque Maximilien-Henri de Bavière.
Après la révolution liégeoise, sous le régime français, la loi du 15 fructidor an IV (1er septembre 1796) sanctionne la suppression des établissements religieux. Le couvent est mis en vente publique par l'administration du département de l'Ourthe et adjugé le 16 avril 1797 à Dom Jean-Gérard Lowette, ancien comptable de l'abbaye du Val-Saint-Lambert.
Ce dernier céda le couvent à l'administration des hospices civils de Liège le 17 février 1803.
En 1814, les bâtiments sont convertis en militaire et redeviennent propriété de l'abbaye Saint-Laurent en 1830. Les bâtiments et jardins sont alors loués par l'abbaye à divers particuliers. C'est à cette époque, au sein de la chapelle, qu'Antoine Wiertz dessine sur pierre une copie de son tableau Les Grecs et les Troyens se disputant le corps de Patrocle. En 1847, la commission administrative des hospices civils, souhaitant améliorer la situation des femmes aliénées recluses dans les bâtiments vétustes de l'hôpital des Repenties, acquiert les bâtiments et confie le soin des aliénées aux sœurs hospitalières de Saint-Charles de Borromée.
Les bâtiments sont réaménagés en hospice pour les aliénés en collaboration avec l'université de Liège dit « Sainte-Agathe ». À la suite du départ du CPAS en 1985, le couvent resta à l'abandon pendant près de 25 ans. Un projet de réaffectation en hôtel de luxe était sur les rails à la suite du rachat en 1997 par un promoteur allemand mais ce dernier fit faillite et les travaux stoppèrent en 2006. En 2010, le bâtiment est vendu à la société liégeoise d'énergie verte Lampiris qui y installe son siège social. Les employés occupent essentiellement le sous-sol et le rez-de-chaussée, les étages sont transformés en appartements.
La chapelle est restaurée en 2018 en vue d'une nouvelle affectation.